# Phoenix Lights
Phoenix Lights (svenska: "Phoenixljusen") är en händelse som inträffade den 13 mars 1997 mellan klockan 19.30 och 22.30 (MST) då tusentals människor i de amerikanska delstaterna Nevada och Arizona såg ljusfenomen i form av cirklar som var uppe på himlen över staden Phoenix och Tucson. Ljusenfenomenet sågs också så långt bort som i den mexikanska delstaten Sonora. Den amerikanska militären hävdar att ljusen är från ljuslyktor som släpptes ner en stund innan ljusen syntes på himlen. Händelsen fick också mycket publicitet då den dåvarande guvernören av Arizona, Fife Symington, sa att han trodde att det var en rymdfarkost som hade synts på himlen. 
I februari 2007 upptäcktes liknande ljus i Chandler, Arizona och också denna gång filmades händelsen och var med på lokala nyheterna.